# Hino Nacional da Rússia
O Hino Nacional da Federação Russa (em russo: Государственный гимн Российской Федерации, translit. Gosudárstvennyy gimn Rossíyskoy Federátsii) é o hino nacional oficial da Rússia. Sua composição musical e letra foram adotadas do Hino nacional da União Soviética, música de Alexander Vasilyevich Alexandrov com letra de Serguei Mikhalkov e Gabriel El-Registan. O hino soviético, composto no ápice da Grande Guerra Patriótica, visando aumentar a motivação dos soldados com uma letra nacionalista, era usado desde 1944, substituindo a Internacional. Mais tarde, em 1956, por um decreto do então presidente Nikita Khrushchov, desafeto do antigo líder soviético Joseph Stalin, a letra foi suprimida em 1956, visto que fazia referências a fatos passados, como a própria guerra, que já havia terminado fazia mais de uma década. Na gestão do excêntrico líder Leonid Brejnev, o hino foi alterado novamente, em 1977, para reintroduzir uma letra. O poema foi novamente escrito por Mikhalkov, desta vez com três estrofes, dedicadas respectivamente às glórias do passado, à luta do presente e à esperança em um futuro de paz, igualdade e prosperidade. O refrão original, entretanto, foi mantido.
Em 1991, a União Soviética se desintegraria e a Rússia se tornaria independente. A Canção Patriótica, uma melodia composta por Mikhail Glinka, foi oficialmente adotada em 1990 pelo Soviete Supremo e aprovada em 1993 pelo presidente Boris Iéltsin. O fato de o hino ser uma melodia antiga e sem letras fez com que ele se tornasse impopular, estimulando o governo a estabelecer concursos para a composição de uma letra para a música. Contudo, nenhuma das letras propostas foi adotada, resultando na restauração do hino soviético pelo presidente Vladimir Putin. Com isso, Mikhalkov novamente foi indicado para compor a terceira letra da lendária música. De acordo com o governo, a letra foi selecionada por evocar e elogiar a história e as tradições da Rússia. O novo hino foi adotado no final de 2000, tornando-se o segundo hino utilizado pela Rússia desde a queda da União Soviética.
A percepção pública do hino pelos russos é mista. Para alguns, o hino os lembra os bons e velhos tempos de uma superpotência, além dos heroicos sacrifícios da guerra, enquanto para outros ele lembra os atos de violência e terrorismo de estado que ocorreram durante o governo de Stálin. O governo russo afirma que o hino é um "símbolo da união do povo", que respeita o passado. Uma pesquisa realizada em 2009 mostrou que 56% dos entrevistados sentiam orgulho ao ouvir o hino, e que 81% gostavam dele. Apesar disso, muitas pessoas dizem que não conseguem se lembrar completamente da letra atual.

## História
A Rússia é conhecida também pela tradição musical, e mesmo antes da chegada das canções oficiais, o povo russo adotou algumas canções populares e marchas militares como demonstração de patriotismo, a primeira canção oficial da Rússia foi a Oração dos Russos, adotada em 1816, que exaltava o domínio da religião ortodoxa sobre o país, e que não era muito conhecida pelo povo, por suas raras execuções, tanto que mais tarde, em 1833, durante o reinado do imperador Nicolau I da Rússia, a canção Deus Salve o Tsar foi reconhecida como o hino nacional e amplamente aceita.
Com a queda da monarquia e do governo provisório em 1917 e com a criação da União Soviética  em 1922, os bolcheviques adotaram como hino nacional A Internacional, canção socialista mundialmente conhecida, após cinco anos sem um hino oficial.

Em 1944, em meio à Segunda Guerra Mundial, seria composta uma canção patriótica, pelos militares Alexander Alexandrov, Serguei Mikhalkov e Gabriel El-Registan. O então líder soviético Stálin aceitou que aquela canção substituísse a Internacional, e originou-se o Hino Nacional da União Soviética. Os líderes soviéticos acreditavam que os soldados sentiriam-se mais motivados com um hino com teor nacionalista e patriótico, do que com um hino sobre o ideal comunista no mundo.
Em 1955, o então presidente Nikita Khrushchov, inimigo pessoal de Stálin, decretou que o hino fosse executado sem letras, por citar o nome do desafeto em um dos versos e fazer referências à guerra, que no momento da composição estava em seu ponto culminante, mas que dez anos após o seu término já não se mostrava tão relevante a ponto de ser citada no hino nacional. No entanto, Khrushchov não apresentou nenhuma proposta que buscasse uma nova letra.
Em 1977, o novo presidente Leonid Brejnev, que pretendia retomar o patriotismo do povo desgastado pela política liberal de Khrushchov, sugeriu a adaptação das letras, que desta vez traziam três versos referentes ao passado heroico, ao presente de lutas e a um futuro de paz.
Em 1990, com a crise na URSS e a independência de algumas das nações que a formavam, a Federação Soviética Russa, que mais tarde viria a formar a atual Federação Russa, adotou a Canção Patriótica de Mikhail Glinka como hino oficial da nação, que utilizava, até então, o hino da União. Com a desintegração do Estado soviético, a nova Rússia continuou tendo essa canção como hino nacional até o ano 2000.
Naquele ano, o Partido Comunista executou o hino soviético na abertura de seu congresso, comovendo o país, em um período de decadência do país, que saudava os anos soviéticos como gloriosos. O presidente Vladimir Putin, influenciado pela ideia, aprovou que a saudosa melodia do velho hino retornasse com novas letras, mantendo o já consagrado refrão dos tempos de guerra.